# Hebei (köpinghuvudort i Kina, Heilongjiang Sheng, lat 47,55, long 130,45)
Hebei (kinesiska: 鹤北, 鹤北镇) är en köpinghuvudort i Kina. Den ligger i provinsen Heilongjiang, i den nordöstra delen av landet, omkring 350 kilometer nordost om provinshuvudstaden Harbin. Antalet invånare är 10 178. Befolkningen består av 4 889 kvinnor och 5 289 män. Barn under 15 år utgör 12,0 %, vuxna 15-64 år 79 %, och äldre över 65 år 7,0 %.
Runt Hebei är det ganska tätbefolkat, med 155 invånare per kvadratkilometer. Närmaste större samhälle är Gongqing Nongchang, 18,5 km öster om Hebei. Omgivningarna runt Hebei är en mosaik av jordbruksmark och naturlig växtlighet.
Genomsnittlig årsnederbörd är 976 millimeter. Den regnigaste månaden är juli, med i genomsnitt 234 mm nederbörd, och den torraste är januari, med 10 mm nederbörd.